# Nightline
Nightline est une émission d'information nocturne sur la chaîne American Broadcasting Company (ABC). 

## Historique
Le 8 novembre 1979, quatre jours après le début de la crise iranienne des otages, ABC News lance un programme d'information spécial nommé The Iran Crisis—America Held Hostage: Day [suivi du nombre croissant de jours par nouvelle édition diffusée depuis le début de la prise d'otages], présenté par l'animateur de World News Tonight Frank Reynolds, puis par le correspondant d'ABC auprès du département d'État des États-Unis Ted Koppel.
En mars 1980, Roone Arledge, nouveau directeur d'ABC News depuis 1977, décide de conserver ce programme d'information nocturne de manière régulière, afin de concurrencer l'émission The Tonight Show Starring Johnny Carson de NBC. L'émission dure une demi-heure et est diffusée quatre nuits par semaine jusqu'en 1982 où elle passe à cinq nuits par semaine.
Le 28 novembre 2005, Koppel quitte l'émission pour prendre sa retraite et est remplacé par un trio de présentateurs : Martin Bashir et Cynthia McFadden, basés au Times Square Studios de New York ; Terry Moran à Washington, D.C.
En août 2010, Bashir quitte Nightline pour les chaînes NBC et MSNBC, il est remplacé par Bill Weir.

## Présentateurs
- De 1980 à 2005 : Ted Koppel ;
- de 2005 à 2010 : Martin Bashir, Cynthia McFadden, Terry Moran ;
- depuis 2010 : Cynthia McFadden, Terry Moran, Bill Weir.